# Kidsgrove
Kidsgrove is een civil parish in het bestuurlijke gebied Newcastle-under-Lyme, in het Engelse graafschap Staffordshire. De plaats telt 24.112 inwoners.
Bij de plaats liggen de Harecastle Tunnels een het Trent and Mersey Canal. De tunnel loopt tussen Kidsgrove en Tunstall en is 2,6 kilometer lang. Het was ooit een de langste tunnel van het land. Er waren ooit twee tunnelbuizen die parallel naast elkaar liggen. De oudste buis werd in 1904 gesloten, maar de tweede buis, ontworpen door Thomas Telford, is nog altijd in gebruik. 

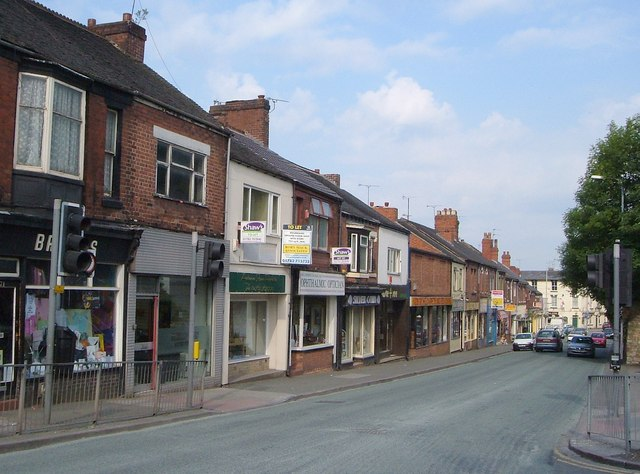
Liverpool Road, Kidsgrove
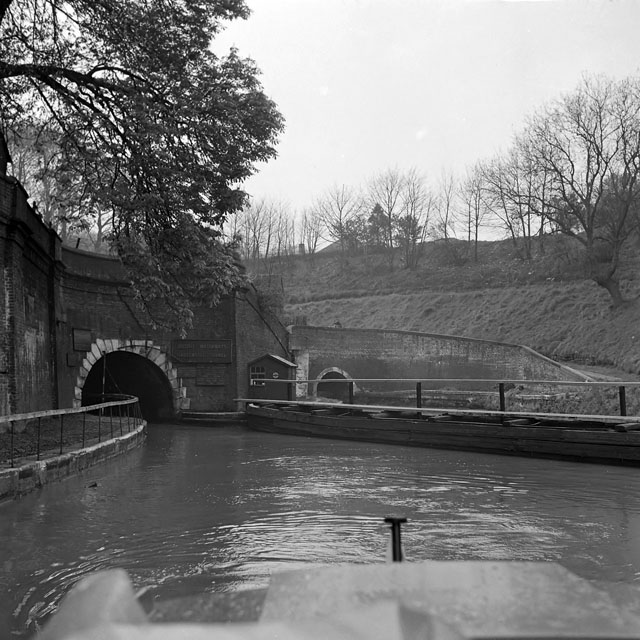
De ingangen van beide tunnels in Kidsgrove